# Miguel Reina Santos
Miguel Reina Santos (Còrdova, 21 de gener de 1946) fou un porter de futbol andalús. Va ser internacional amb la selecció espanyola. És el pare del també porter de futbol José Manuel Reina Páez.

## Biografia
Els seus primers passos els realitzà a les categories inferiors del Córdoba Club de Fútbol fins que l'any 1964 ingressà al primer equip, debutant a Primera Divisió l'11 d'octubre de 1964 en el partit Còrdova 2-0 Elx CF.
Després de dos anys al conjunt andalús fitxà pel FC Barcelona en el mes de gener de l'any 1966, on el primer any gairebé no tingué oportunitats, jugant tan sols dos partits. Amb el temps aconseguiria la titularitat blaugrana tot guanyant amb el conjunt català dues Copes del Generalíssim i una Copa de Fires.
Durant la seva última temporada al Camp Nou, 1972/73, Reina aconseguí el Trofeu Zamora com a porter menys golejat en encaixar 21 gols en 34 partits, aconseguint estar 824 minuts sense encaixar cap gol.
Un fet curiós de la seva etapa blaugrana fou que l'entrenador Vic Buckingham alineà a Reina tan sols en els partits de fora del Camp Nou de la temporada 1970/71, ja que a l'estadi blaugrana Reina era xiulat per la seva pròpia afició per la seva desafortunada actuació en un partit contra el Dinamo de Moscou.
El 1973 ingresa al Club Atlético de Madrid, aconseguint amb l'entitat madrilenya una Lliga i una Copa del Rei la temporada 1976/77, temporada en la qual novament aconseguí el Trofeu Zamora en encaixar 29 gols en 30 partits.
A més a més, amb el Club Atlético de Madrid, participà en la final de la Copa d'Europa de futbol, des del Heysel Stadium de Brussel·les, que el seu equip perdé contra l'FC Bayern de Múnic. Això no obstant, l'any següent guanyà la Copa Intercontinental, a la que el Bayern renuncià disputar, contra el Club Atlético Independiente de l'Argentina.
Reina es retirà dels terrenys de joc al final de la temporada 1979/80 havent disputat 312 partits a Primera Divisió.

### Selecció espanyola
Ha estat internacional amb la selecció espanyola en cinc ocasions, debutant el 15 d'octubre de 1969 en el partit Espanya 6-0 Finlàndia.

### Clubs
- Córdoba Club de Fútbol: 1964-1966
- Futbol Club Barcelona: 1966-1973
- Club Atlético de Madrid: 1973-1980

### Palmarès

#### Campionats estatals
- 3 Copes del Generalíssim: 1968, 1971 (Barcelona) i 1976 (Atlético)
- 1 Lliga espanyola: 1976/77 (Atlético)

#### Campionats internacionals
- 1 Copa de Fires: 1971 (Barcelona)
- 1 Copa Intercontinental: 1974 (Atlético)

#### Distincions individuals
- 2 Trofeus Zamora: 1972/73 (Barcelona) i 1976/77 (Atlético)

## Trajectòria política
A les eleccions municipals de 2011 formà part de la candidatura del Partit Popular a l'alcadia de Còrdova. Des del 5 de maig de 2013 és regidor d'esports a l'Ajuntament de Còrdova, càrrec en què substituí la dimitida Eva Pedraza. El setembre de 2015 va afirmar en una entrevista que als independentistes, els haurien de tancar a la presó.